# Evangelische Kirche Wasserhorst

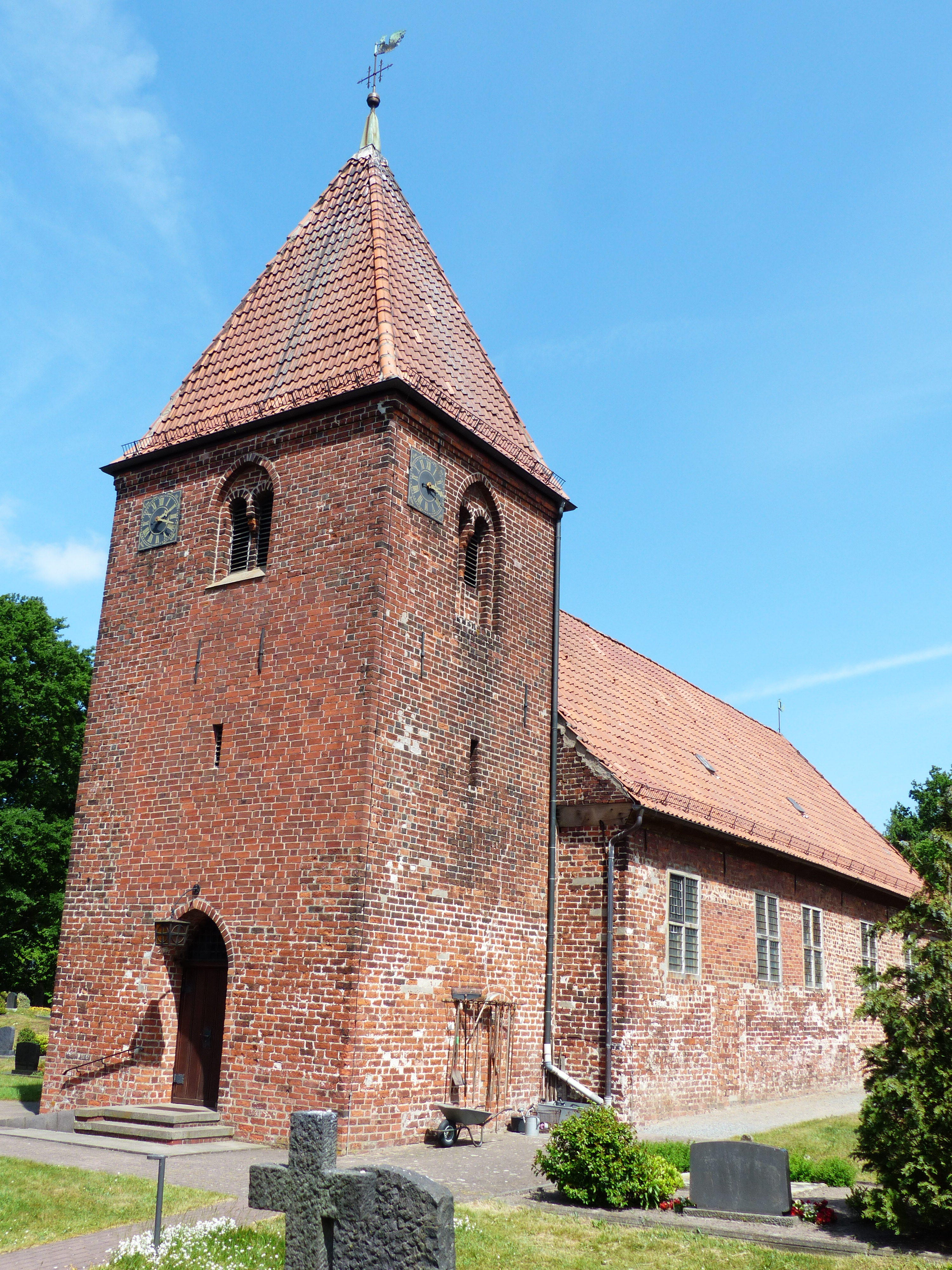
Die Westwand des Turms ist teilweise erneuert

Die Evangelische Kirche  Wasserhorst ist eine evangelische Kirche in Bremen im Ortsteil Blockland im früheren Kirchdorf Wasserhorst. Sie war früher dem Simon Petrus und dem Judas Thaddäus geweiht.
Kirche und Pfarrhaus Wasserhorst von 1902 stehen seit 1973 unter Bremer Denkmalschutz.

## Geschichte

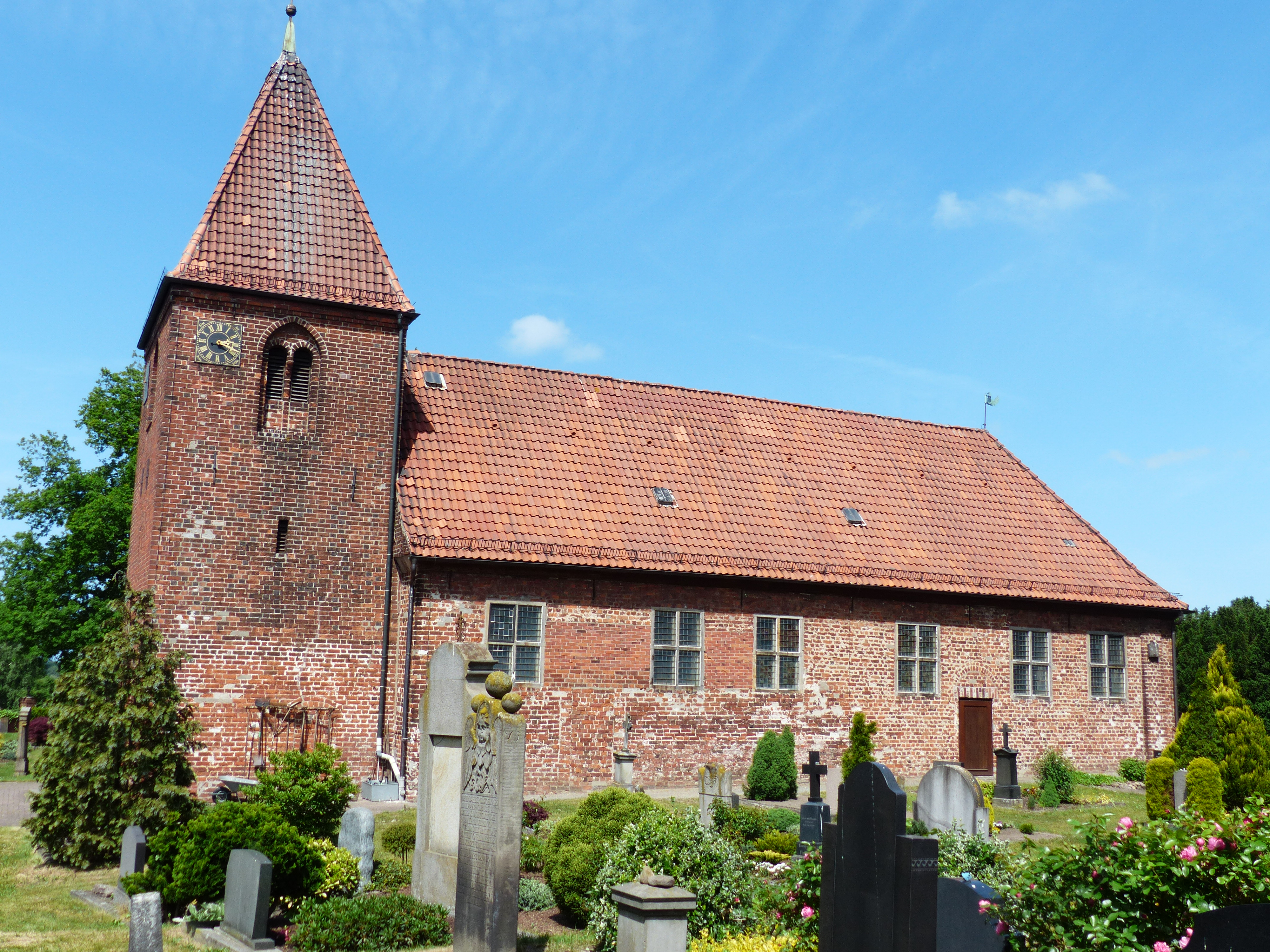
Unterhalb der Sohlbänke auch am westlichen Teil der Saalkirche mittelalterliches Mauerwerk.

### Bauwerk
Nahe am Mündungsbereich der Wümme wurde im 12. Jahrhundert ein kleines romanisches Gotteshaus erbaut, das nur per Kahn oder im Winter über das Eis erreicht werden konnte. Die Kirche lag wegen der vielen Überschwemmungen auf einem sechs Meter hohen Hügel, wie ein Adlernest „Up’r Horst“. Das Kirchdorf Wasserhorst erhielt so seinen Namen. Urkundlich wurde sie erstmals 1185 erwähnt.
Der quadratische Westturm besteht aus Backsteinen im Klosterformat mit einem Zeltdach. Die Schallöffnungen sind Biforien mit Rundbögen der Einzelöffnungen und spitzbogigen Überfangbögen. Diese frühgotische Kombination passt ebenso zu einer Bauzeit im zweiten Viertel des 13. Jahrhunderts, wie das Format der Backsteine. Die Westwand wurde teilweise originalgetreu erneuert. Die Turmuhren sind mit schmiedeeisernen Zifferblättern versehen. Eine Glocke von 1474 stammt vom Erzgießer Ghert Klinghe.

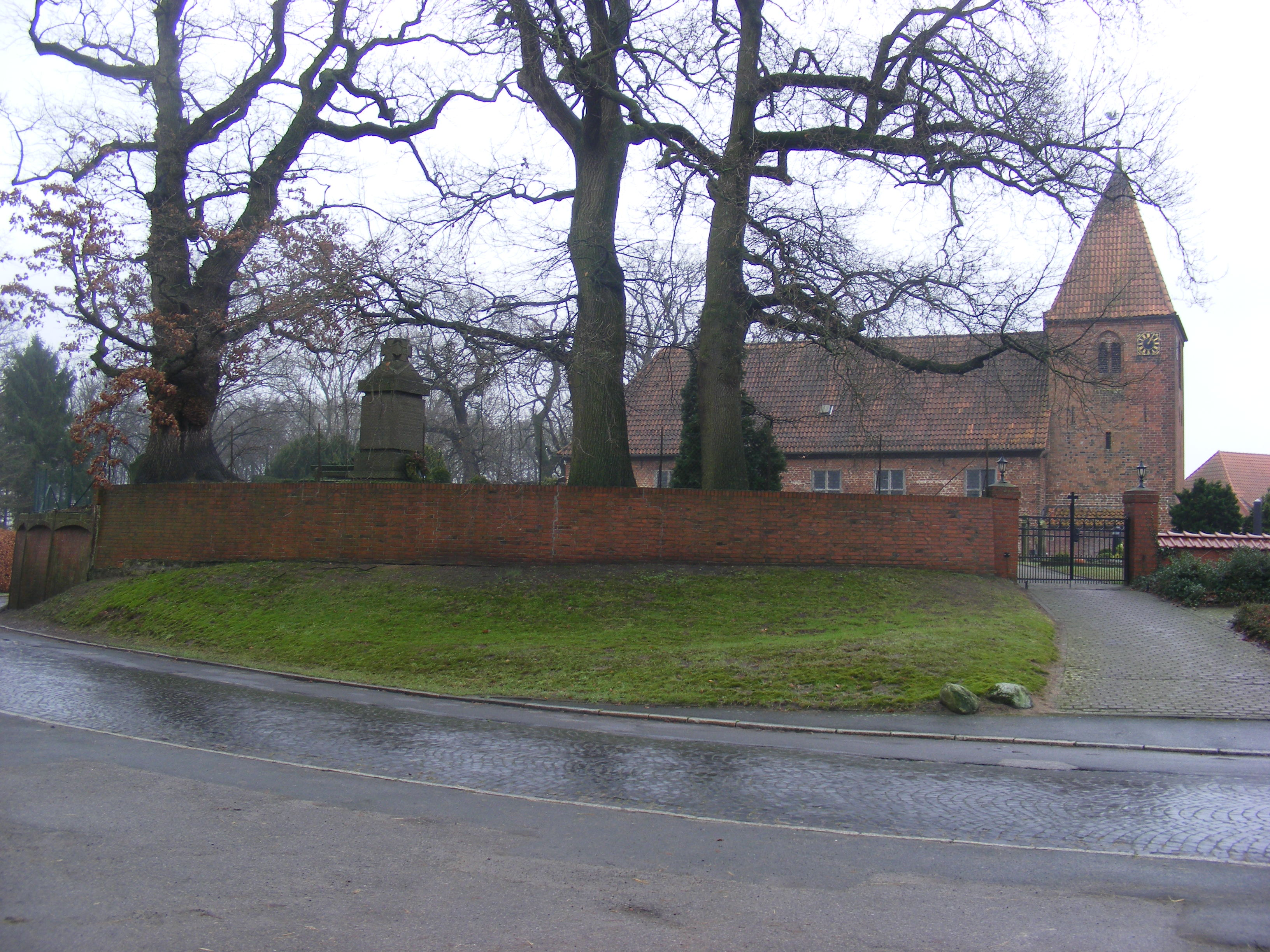
Die Kirchhof von Norden, ganz links die Stützmauer

1743 wurde die Saalkirche in der Epoche des Barocks für die dortige reformierte Gemeinde gebaut. Das langgestreckte Kirchenschiff aus rotem Backstein unter einem hohen Satteldach ist aus dem Umbau der alten Kirche hervorgegangen. Sechs hochstehende Rechteckfenster gliedern die Seitenwände, zwei Fenster die gerade Ostwand. Im westlichen Teil haben vom Boden bis zu den Sohlbänken der Fenster die Backsteine das gleiche Format und den gleichen Verwitterungsgrad wie am Turm und bilden einen gleichartigen mittelalterlichen Mauerverband, sodass das Mauerwerk hier etwa ebenso alt wie der Turm sein dürfte. Im östlichen Teil sind die Backsteinformate ebenfalls mittelalterlich, weichen aber etwas von dem des Turms ab, und der Mauerwerksverband mit Lagen ganz aus Bindern ist typisch neuzeitlich. Anscheinend hat man hier neue Wände aus dem Material des Vorgängerbaus errichtet.

### Kirchdüne mit Friedhof

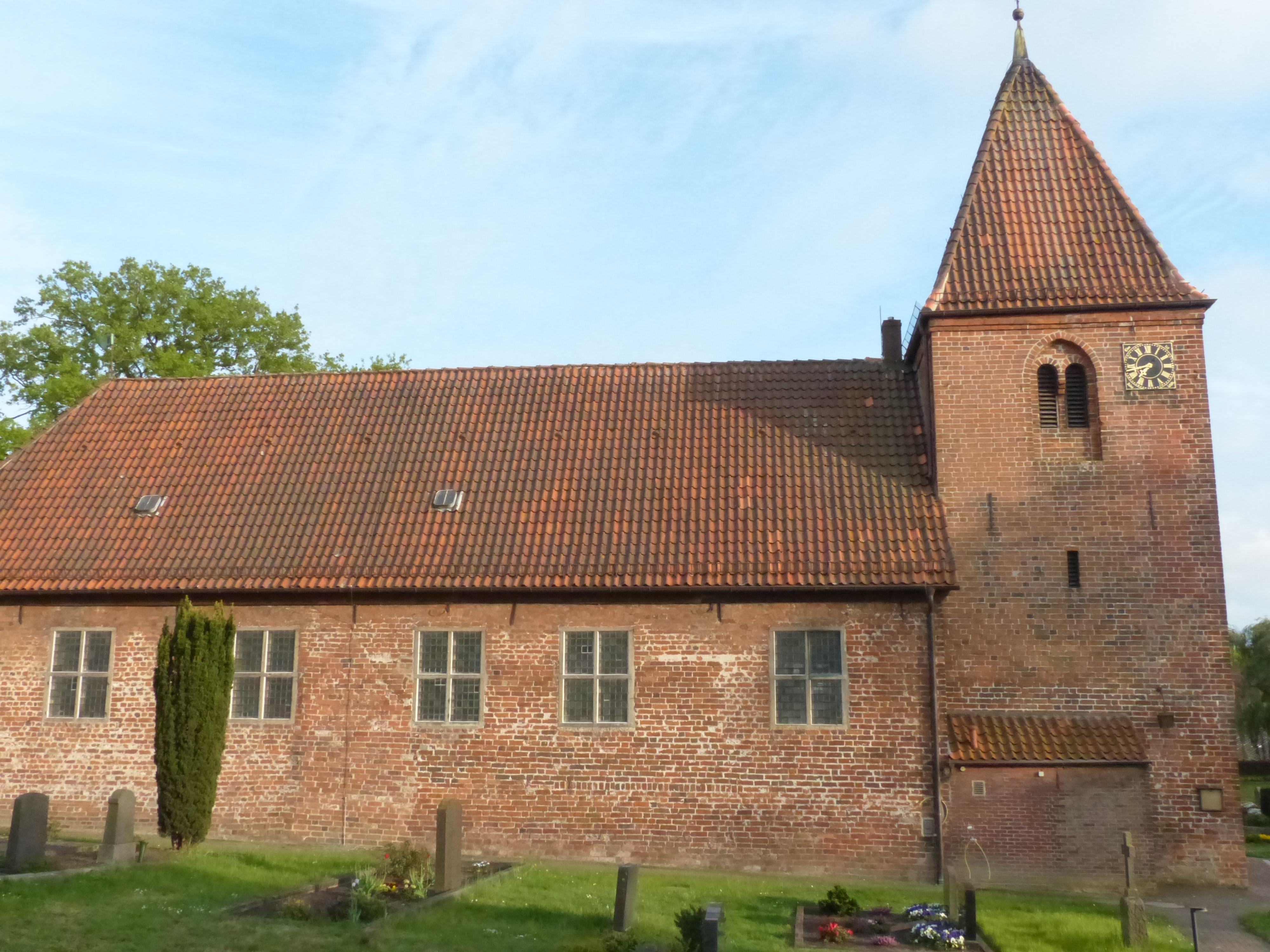
Kirche von Norden aus der Nähe, im westlichen Teil des Schiffs bis über halbe Fensterhöhe mittelalterliches Mauerwerk

Die Kirchwurt ist eigentlich keine Wurt, sondern die Kuppe einer natürlichen Düne. Sie erhebt sich deutlich über das übrige Dorf Wasserhorst. Die Kirche steht nicht auf dem höchsten Punkt, südlich und nordöstlich liegt das Gelände höher. Im Nordosten wurde sie beim Bau der heutigen Straße auf dem Wümmedeich angeschnitten, wie eine um 1900 entstandene Stützmauer erkennen lässt. Der Friedhof auf der Kirchdüne wird noch belegt. Einige Grabsteine stammen aus dem 17. und 18. Jahrhundert.

### Inneres, Ausstattung und Orgel
Die querorientierte Predigtkirche mit seit 1743 kaum verändertem Innenraum verweist auf die reformierte-calvinistische Prägung. Kanzel und Altar befinden sich an der südlichen Querwand. Die viereckigen Wappenfenster aus dem 18. Jahrhundert wurden von Bremer Ratsherren und anderen Persönlichkeiten finanziert. Die flache, hölzerne Balkendecke schmückt lebhaftes Rankenwerk.
Früher war ein festes Gestühl eingebaut. Beim neueren, losen Gestühl sind die überlieferten, bäuerlichen Hausmarken (Eigentumszeichen) übernommen worden. Sie erinnern an die Stuhlgerechtigkeit alteingesessener Bauerngeschlechter.
In der Mitte der Empore steht die von Hermann Eule aus dem Jahr 2003, die mittlerweile vierte Wasserhorster Orgel. Das Instrument verfügt über acht Register auf einem Manual und Pedal. Es ersetzt eine zweimanualige Orgel von Alfred Führer aus dem Jahr 1954 mit derselben Registerzahl.

## Kirchgemeinde

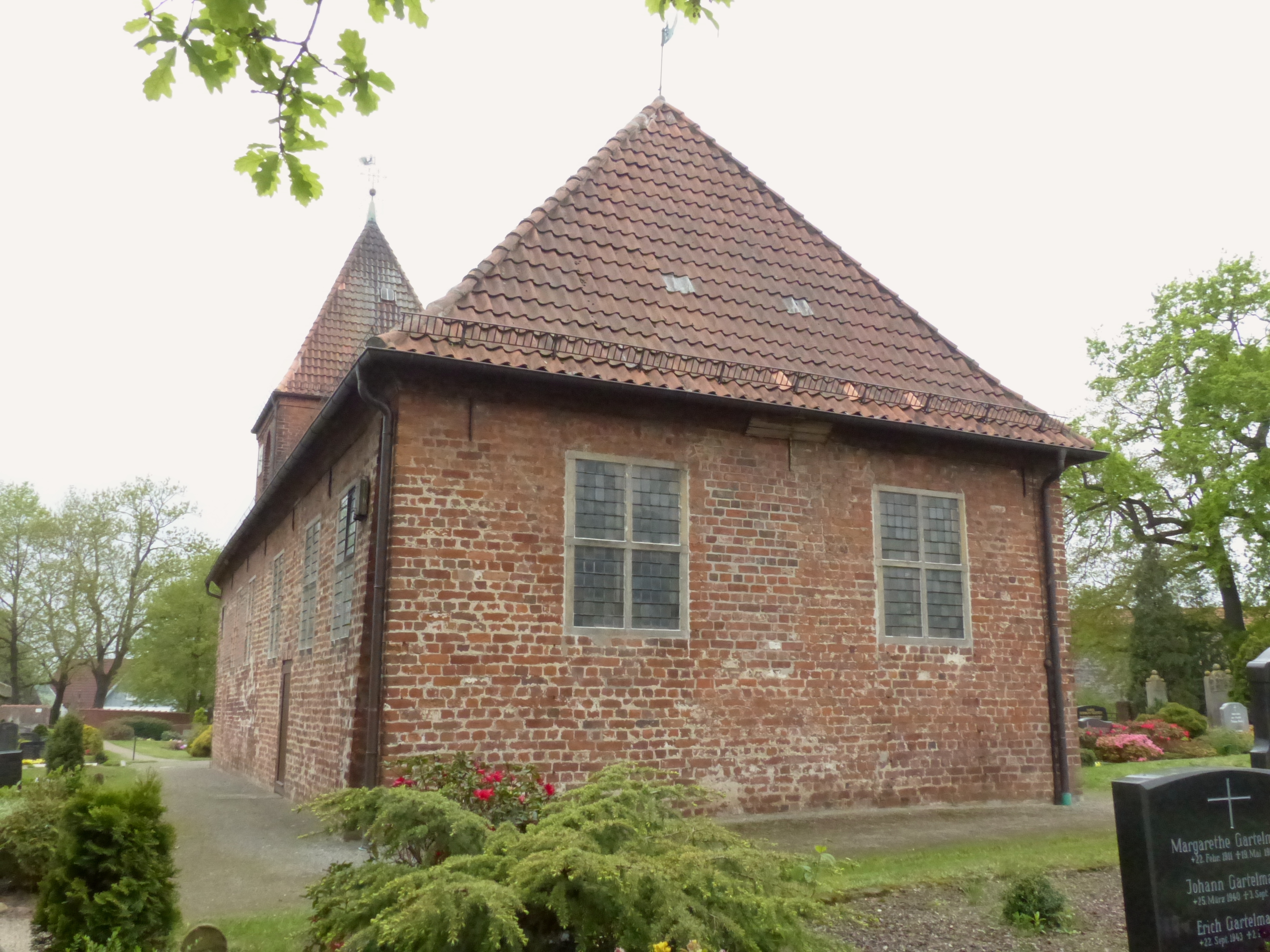
Kirche von Osten

Die kleine Kirchengemeinde Wasserhorst (Nr. 12 b) bietet als Gesprächskreis, Frauennachmittag, Spielkreis, Frauenchor und Posaunenchor mehrere Aktivitäten an.

## Personen
Jürgen Moltmann war zwischen 1952 und 1958 Pastor der Gemeinde.
Elisabeth Moltmann-Wendel war ab 1952 mit Jürgen Moltmann verheiratet und gehörte damit ebenfalls zur Gemeinde.